# Basilika Palatina di Santa Barbara

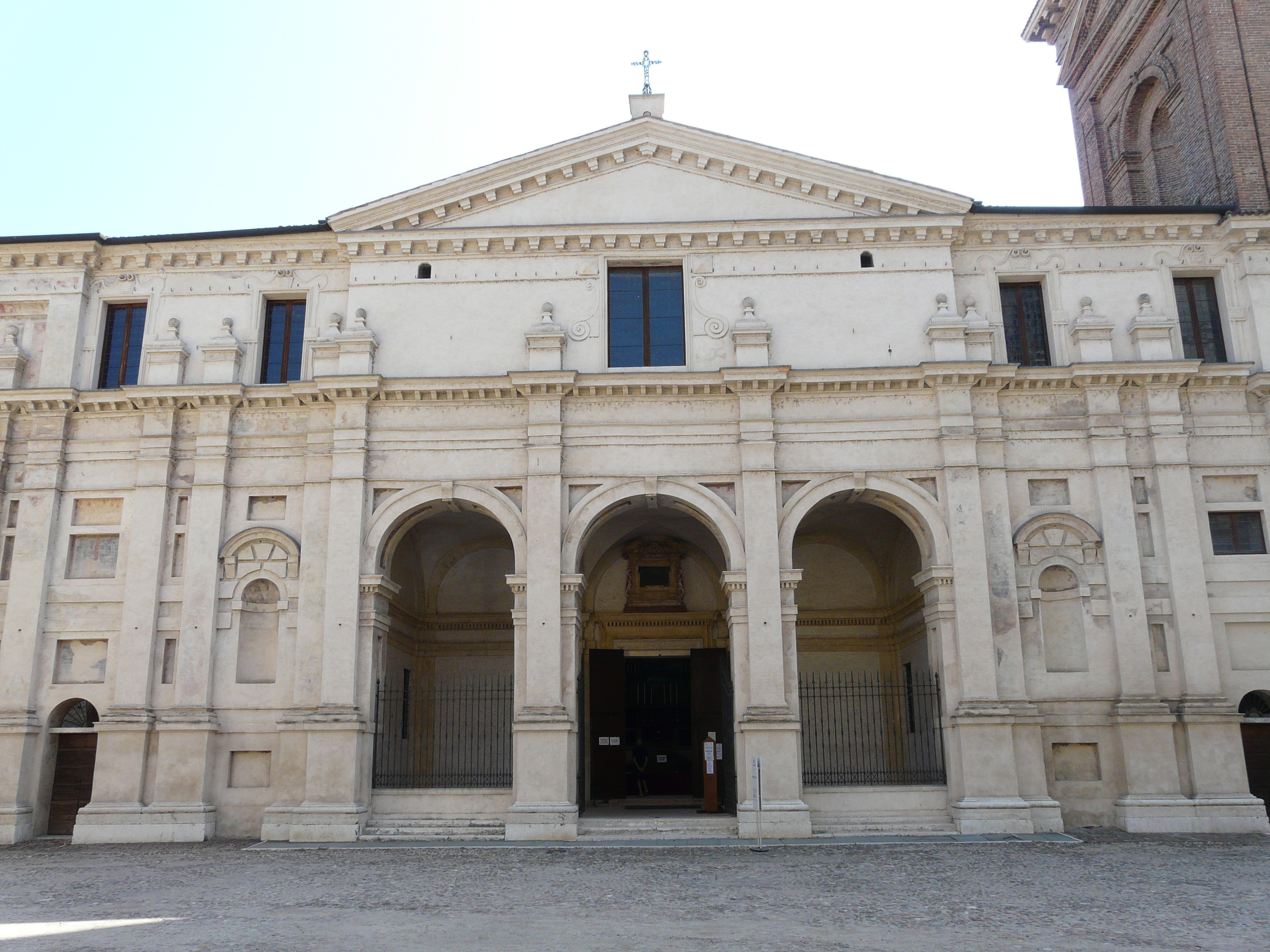
Die Fassade

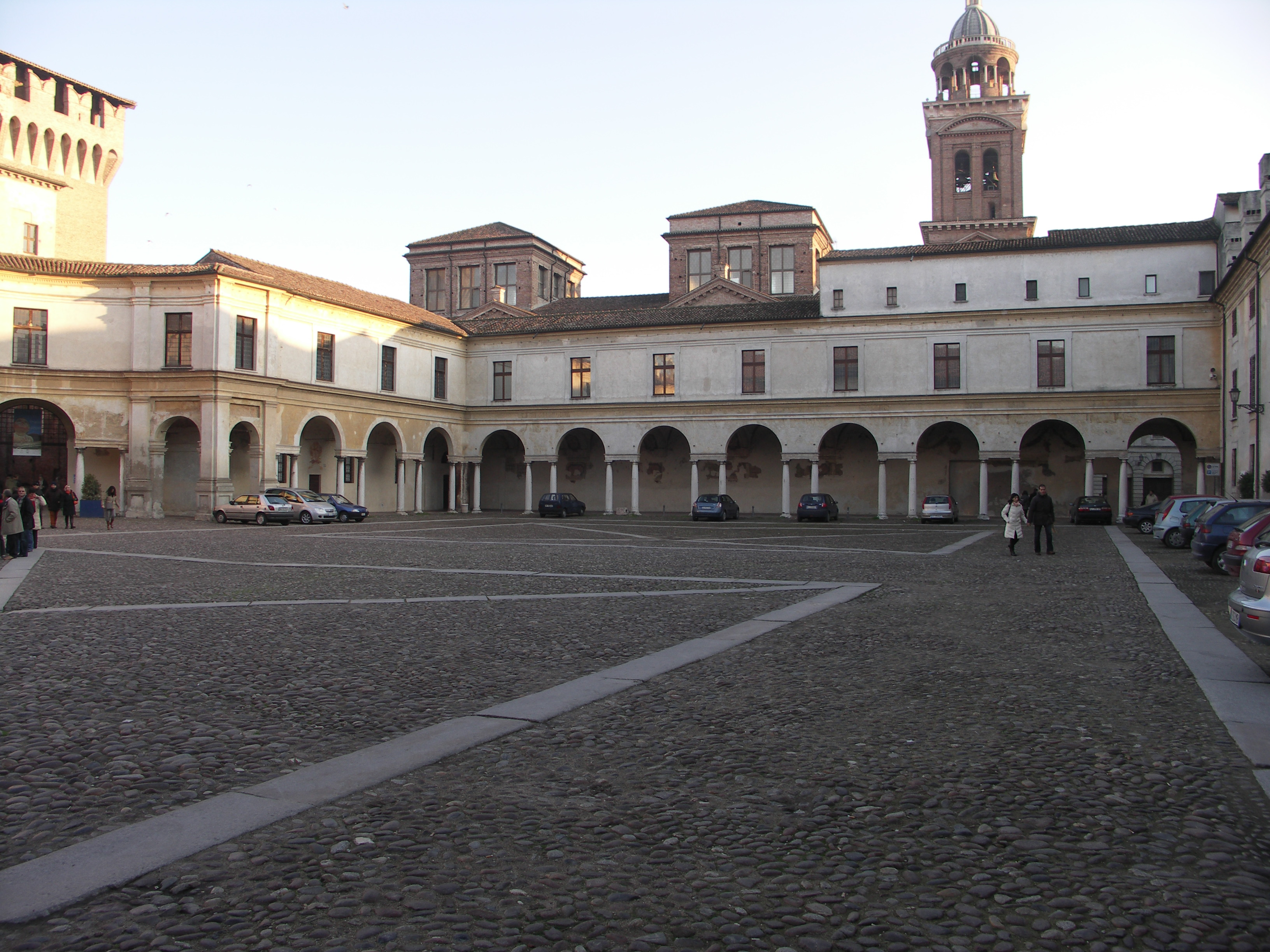
Mantua, Palazzo Ducale: die Piazza Castello und der Campanile von Santa Barbara

Die Basilica Palatina di Santa Barbara ist die Pfalzkapelle der Gonzaga in Mantua.

## Geschichte
Das auf Wunsch des Herzogs Guglielmo Gonzaga erbaute und vom mantuanischen Architekten Giovan Battista Bertani entworfene Werk wurde in zwei Phasen, von 1562 bis 1567 und von 1569 bis 1572, gebaut und ab 1565 wurden die religiösen Hofzeremonien von den Äbten geleitet. Von 1588 bis zu seinem Tod 1609 war Giovanni Giacomo Gastoldi Kapellmeister an S. Barbara.
Die von Herzog Guglielmo gewünschte Verbindung zwischen dem Herzogspalast und der Kirche wurde Ende des 19. Jahrhunderts geschlossen, um wegen des Konflikts, der auf das Ende der weltlichen Macht des Papstes im Jahr 1870 folgte, das Eigentum des italienischen Staates von dem der Kirche zu trennen. Am 16. September 2018 wurde der Durchgang für die Öffentlichkeit wieder geöffnet.
Santa Barbara kann als das Meisterwerk sowohl des Auftraggebers als auch des Erbauers angesehen werden. Sie wurde vom Herzog mit zahlreichen Privilegien ausgestattet, um sie der Kontrolle des Bischofs zu entziehen und um einen eigenen Ritus, der sich vom römischen unterschied, zu praktizieren. Sie war konzipiert als Ort reicher liturgischer Zeremonien, die dank der Antegnati-Orgel von geistlicher Musik auf höchstem Niveau begleitet wurden, der Leidenschaft des Herzogs.
Das starke Erdbeben in der Emilia am 29. Mai 2012 verursachte Schäden an der Kuppel des Glockenturms der Basilika.

## Beschreibung
Auf eine zentrale Struktur mit einem quadratischen Kuppelgehäuse in der Mitte folgt ein erhöhtes Presbyterium, das von einem zweiten Kuppelgehäuse ähnlich dem ersten überdacht wird, gefolgt von einer Apsis, die mit eigenartigen sich kreuzenden Kassetten verziert ist. Der Innenraum ist einschiffig mit Seitenkapellen und dem anschließenden halbrunden Presbyterium. Neben dem Hauptaltar führt eine Treppe in eine tiefe Gruft, die aus einem rechteckigen Raum und einem ovalen Schrein besteht. Die Pilaster bestehen aus einfachen Bändern ohne Basis und Kapitelle.
Der Backstein-Glockenturm, der von einem kleinen Rundtempel gekrönt wird, ist eines der charakteristischsten Elemente der Stadtlandschaft von Mantua. Das Vorbild, das den Hofarchitekten Giovan Battista Bertani inspirierte, ist der Rundtempel von San Pietro im Montorio von Donato Bramante, wobei er nach dem Besuch von Sebastiano Serlio und Andrea Palladio das vitruvianische Gebälk durch ein Venezianisches Fenster ersetzte.
Im Inneren, an den beiden von Giovan Battista Bertani entworfenen Seitenaltären, befinden sich zwei große Gemälde von Lorenzo Costa il Giovane, die Taufe Konstantins und das Martyrium des hl. Hadrian. Weitere Gemälde sind das Altarbild im Presbyterium mit dem Martyrium der heiligen Barbara von Domenico Brusasorci (1564), die Verkündigung auf der einen Seite der Orgeltüren von Fermo Ghisoni und auf der anderen Seite die Heiligen Barbara und Petrus (um 1566).

## Orgel

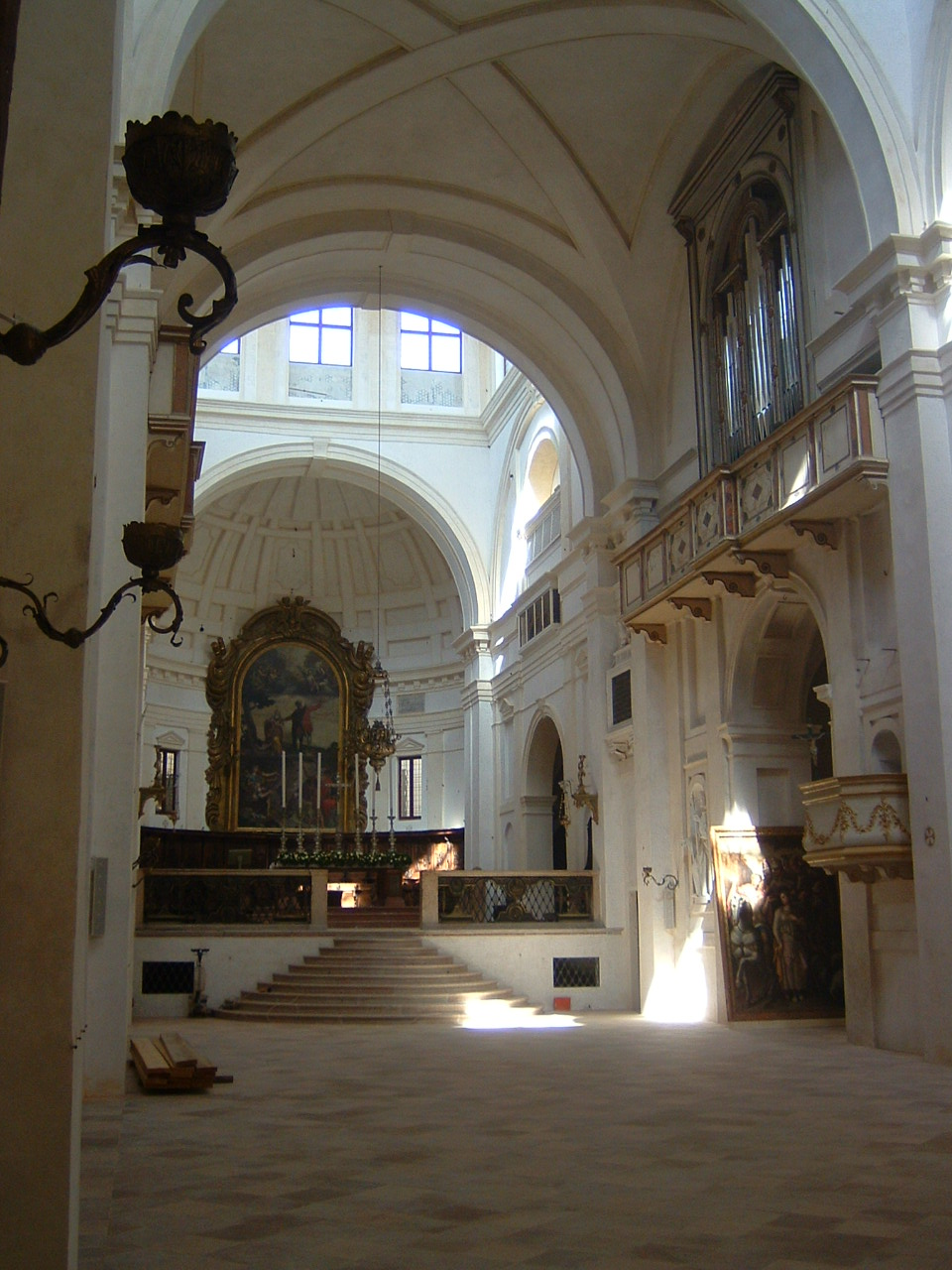
In der Basilika, mit der Orgel an der rechten Wand

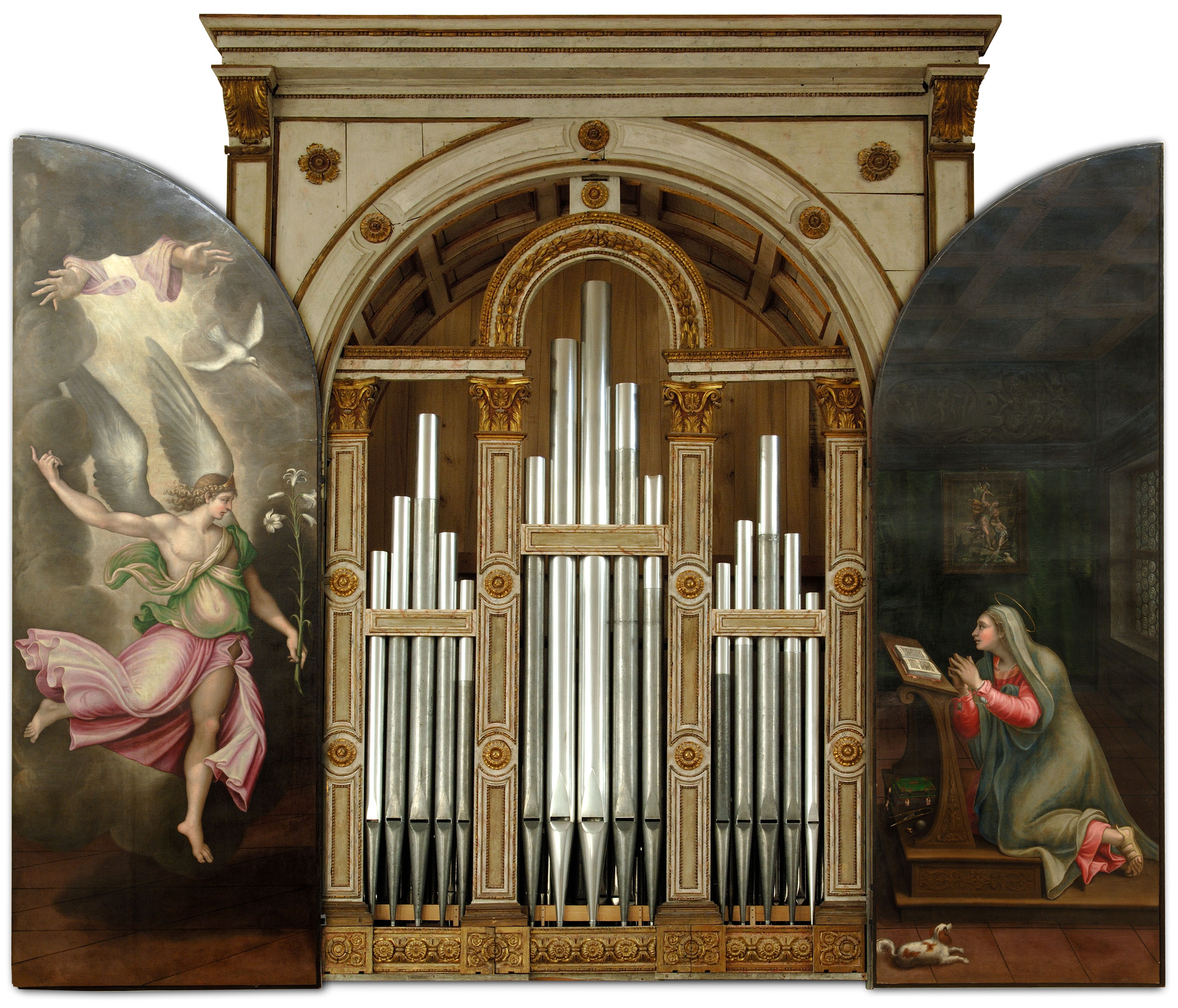
Antegnati-Orgel von 1565

In der Basilika befindet sich eine Orgel, die 1565 vom Orgelbauer Graziadio Antegnati erbaut und in den Jahren 1995–2006 von Giorgio Carli aus Pescantina restauriert und rekonstruiert wurde. 312 Pfeifen sind aus der Antegnati-Werkstatt erhalten.
Das Instrument ist mit einem Manual und einem  angehängten Pedal ausgestattet. Das Manual verfügt über sieben geteilte Obertasten für Subsemitonien (dis/es, gis/as). Die Orgel ist in einem reich geschnitzten, vergoldeten Renaissance-Gehäuse untergebracht, das oberhalb des Chores im Cornu Epistulae aufgestellt ist. Der Prospekt kann durch zwei Türen verschlossen werden, die Fermo Ghisoni zugeschrieben werden und auf der Außenseite die heilige Barbara und den heiligen Petrus, auf der Innenseite der Verkündigung darstellen. Die Disposition lautet wie folgt:
| I Manual CDEFGA–f3 |       |
| Principale         | 16′   |
| Fiffaro            | 16′   |
| Ottava             | 8′    |
| Decima Quinta      | 4′    |
| Decima Nona        | 2 ⁄3′ |
| Vigesima Seconda   | 2′    |
| Vigesima Sesta     | 1 ⁄3′ |
| Vigesima Nona      | 1′    |
| Trigesima Terza    | 2⁄3′  |
| Trigesima Sesta    | 1⁄2′  |
| Flauto in XIX      | 2 ⁄3′ |
| Flauto in VIII     | 8′    |

| Pedal CDEFGA–a0 |
| angekoppelt     |

## Gonzaga-Ruhmeshalle
In der Basilika Palatina wurden wichtige Mitglieder der Gonzaga-Dynastie begraben, die 2007 bei Restaurierungsarbeiten gefunden wurden:
- Federico II. Gonzaga, erster Herzog von Mantua;
- Francesco III. Gonzaga, zweiter Herzog von Mantua;
- Guglielmo Gonzaga, dritter Herzog von Mantua;
- Guglielmo Domenico, Sohn von Vincenzo I. Gonzaga;
- Francesco IV. Gonzaga, fünfter Herzog von Mantua;
- Carlo I. Gonzaga, achter Herzog von Mantua;
- Ferdinando Carlo von Gonzaga-Nevers, zehnter Herzog von Mantua (nur der Schädel, der Rest in San Francesco Grande in Padova[7]).